# Catano
Catano es una localidad caboverdiana del municipio de Porto Novo.

## Geografía
La localidad está situada en la isla Santo Antão.

## Organización territorial
La localidad abarca los lugares y barrios de:
- As Lajas
- Catano
- Chã de Erva
- Seladinha
- Varginha